# Frătăuții Vechi, Suceava
Frătăuții Vechi (în germană Alt Fratautz) este satul de reședință al comunei cu același nume din județul Suceava, Bucovina, România.

## Personalități
- Dimitrie Isopescu (1839-1901), profesor bucovinean, membru al Consiliului Imperial de la Viena

## Legături externe
- pl Stare Fratowce în Dicționarul geografic al Regatului Poloniei și al altor țări slave, volum XI (Sochaczew — Szlubowska Wola) 1890

 Acest articol despre o localitate din județul Suceava este deocamdată un ciot. Puteți ajuta Wikipedia prin completarea lui.